# Весніна Олена Сергіївна

Оле́на Сергі́ївна Весніна́ (*1 серпня 1986, Львів, Українська РСР) — російська професійна тенісистка, заслужений майстер спорту Росії, олімпійська чемпіонка (2016 рік у парі з Катериною Макаровою), переможниця трьох турнірів Великого шолома в парному розряді (Roland Garros-2013, US Open-2014, Wimbledon-2017) і одного турніру в міксті (Australian Open-2016); дев'ятикратна фіналістка турнірів Великого шолома (шість разів — у жіночому парному розряді і тричі — в міксті); переможниця Підсумкового турніру WTA (2016) в парному розряді; переможниця 19 турнірів WTA (з них три в одиночному розряді); колишня третя ракетка світу в парному розряді; двократна переможниця Кубка Федерації (2007-08) в складі збірної Росії, перша ракетка світу в парній грі. Підтримала війну Росії проти України - ставила лайки і репостила публікації, що пропагували повномасштабне вторгнення Росії в Україну . [8]

## Загальна інформація
Батьків Олени звати Сергій (супроводжує доньку на змаганнях) та Ірина (працює вчителем). У уродженки Львова також є молодший брат — Дмитро — свого часу також пробував себе на шляху до професійного тенісу.
Перші кроки в тенісі Весніна зробила в 7 років в ДЮСШ в Сочі.
Улюбленими покриттями називає ґрунт і хард. Серед тенісних кумирів виділяє Мартіну Хінгіс.

## Спортивна кар'єра

### Початок
Юніорська кар'єра Олени включила в себе кілька перемог на відносно значущих результатів: у 2002 році 16-річна тенісистка, в парі із співвітчизницею Алісою Клейбановою виграє престижний Кубок Озерова., а через кілька місяців у складі національної збірної, доходить до фіналу юніорського Кубка Федерації. Через рік Весніна непогано проводить Чемпіонат Європи, діставшись до півфіналу одиночного турніру і зігравши у фіналі в парах.
Кар'єра росіянки в юніорському турі завершується влітку 2004 року. На своєму першому і останньому турнірі Великого шолому в цій віковій групі вона доходить до чвертьфіналу одиночного турніру, де поступається майбутній чемпіонці — болгарці Сесіль Каратанчевій. Нечасті ігри в змаганнях юніорського туру не дозволяють добитися скільки-небудь високих позицій в місцевому рейтингу.

### Перші роки дорослої кар'єри
До 2002 року відносяться і перші турніри в дорослому турі: Олена провела кілька 10-тисячників в Єгипті, вигравши на них свої перші матчі. Через рік, чотири рази дійшовши до фіналів змагань жіночого туру ITF, Весніна вперше піднімається до трьохсот провідних тенісисток світу. У 2004 році продовжити значно підніматися по рейтингових сходах не вдається, але в кінці листопада росіянці вдається вперше в кар'єрі пробитися в основу турніру WTA — у Квебеку.

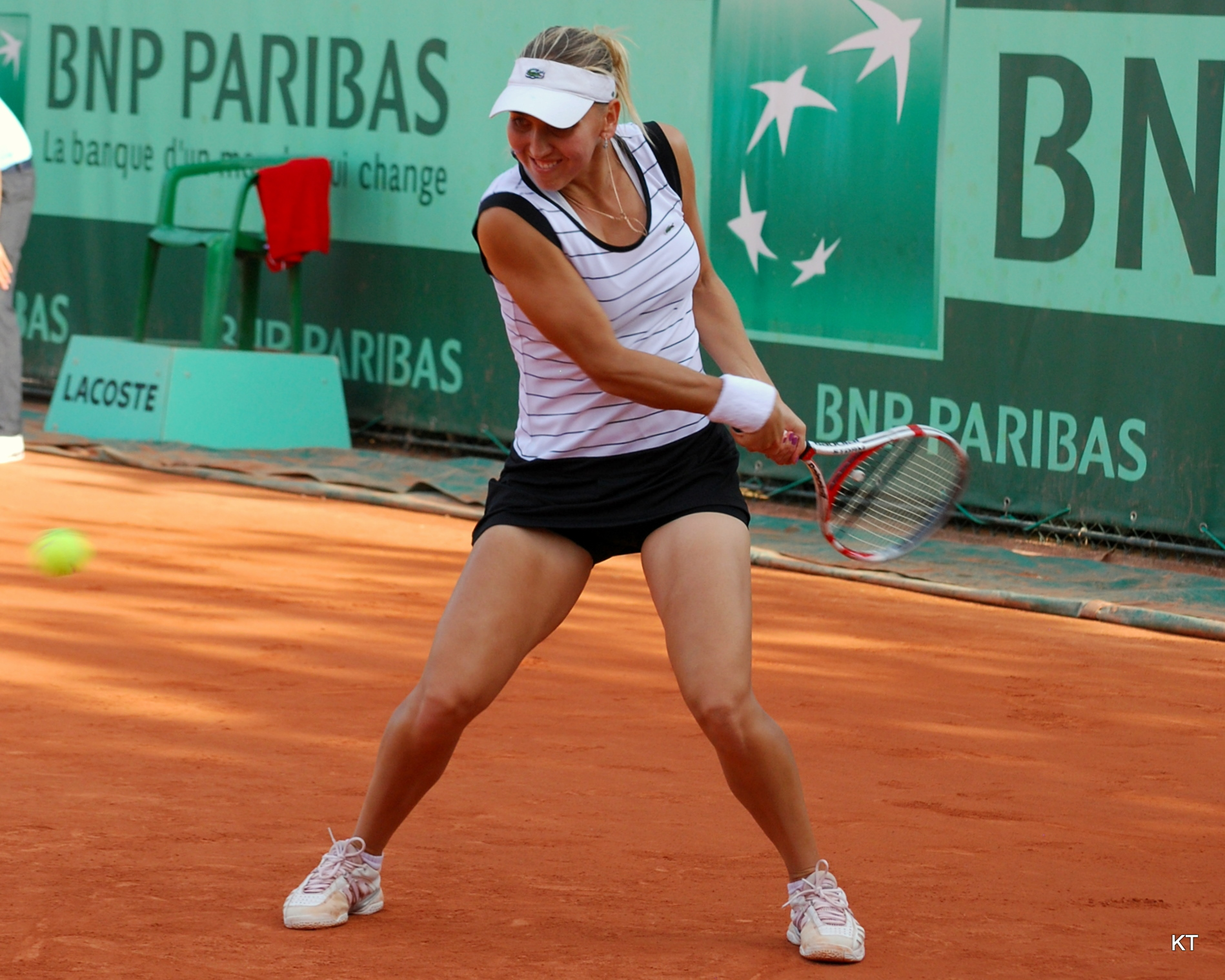
Олена на Roland Garros-2011.

Паралельно з успіхами в одиночних турнірах позначаються непогані перспективи і в парі — в цей час Весніна шість разів доходить до фіналів турнірів жіночого туру ITF і шість разів бере титул.
У 2005 році росіянці вдається вийти на новий рівень — серія успішних турнірів під час європейської ґрунтової серії дозволяє Олені в липні — перед турніром в Палермо — увійти до числа двохсот найсильніших тенісисток світу, а півтора місяця потому дебютувати на дорослому турнірі Великого шолому: у США. До кінця сезону Весніна здобуває ще кілька чвертьфіналів і півфіналів і до початку нового року улаштовується на 106-му рядку одиночного рейтингу. У цьому ж сезоні здобуті перші перемоги над гравцями Top100 — в Лінці обіграна Еммануель Гальярді, а у Квебеку — Софія Арвідссон.
2005 рік стає дуже вдалим і в парному розряді — Олена в парі із співвітчизницею Анастасією Родіоновою перемагає на все тому ж зальному турнірі у Квебеку.
На початку 2006 року Весніна в черговий раз здійснює якісний ривок у свої результати: на своєму дебютному турнірі Великого шолому в основній сітці — в Австралії — вона користується сприятливою сіткою і проривається до четвертого кола турніру, де поступається співвітчизниці Надії Петровій. Зароблених очок вистачає на те, щоб відіграти в рейтингу більше двадцяти позицій і вперше піднятися на 74-й рядок одиночного рейтингу.
Надалі Олена добивається третіх кіл на змаганнях в Маямі (і перемоги над 11-ю ракеткою світу Франческою Ск'явоне), Амелії-Айленді і Страсбурзі, що дозволяє їй відіграти в рейтингу ще десяток позицій.
Під час літнього відрізку сезону результати стають більш стабільні: лише один раз на семи турнірах між Roland Garros і US Open Весніна залишає турнір вже після першого кола. Набраних очок вистачає на те, щоб піднятися вже до 44-ї позиції в рейтингу. Серію вдається продовжити і восени, результатом чого стає збереження завойованих раніше позицій і перший в кар'єрі фініш за підсумками сезону в Top50.
Парний сезон також був вельми вдалим — серія стабільних результатів була доповнена двома фіналами турнірів WTA — в Бангалорі навесні і в Пекіні восени, а також виходом у чвертьфінал на Roland Garros. У другій половині року Олена досить продуктивно співпрацювала із співвітчизницею Анною Чакветадзе.

### 2007-09
Продовжити якісне поліпшення результатів не вдається, але за рахунок періодичних сплесків результатів Весніній вдається без особливих проблем утримуватися в рейтингу в середині першої сотні. Кілька разів росіянка була близькою до виходу в свій перший одиночний фінал змагань WTA: В Форрест-Хіллс її зупиняє Віржіні Раззано, а в Ташкенті — Вікторія Азаренко. У 2008 році Весніна жодного разу не доходить до цієї стадії і трохи здає свої позиції в класифікації.

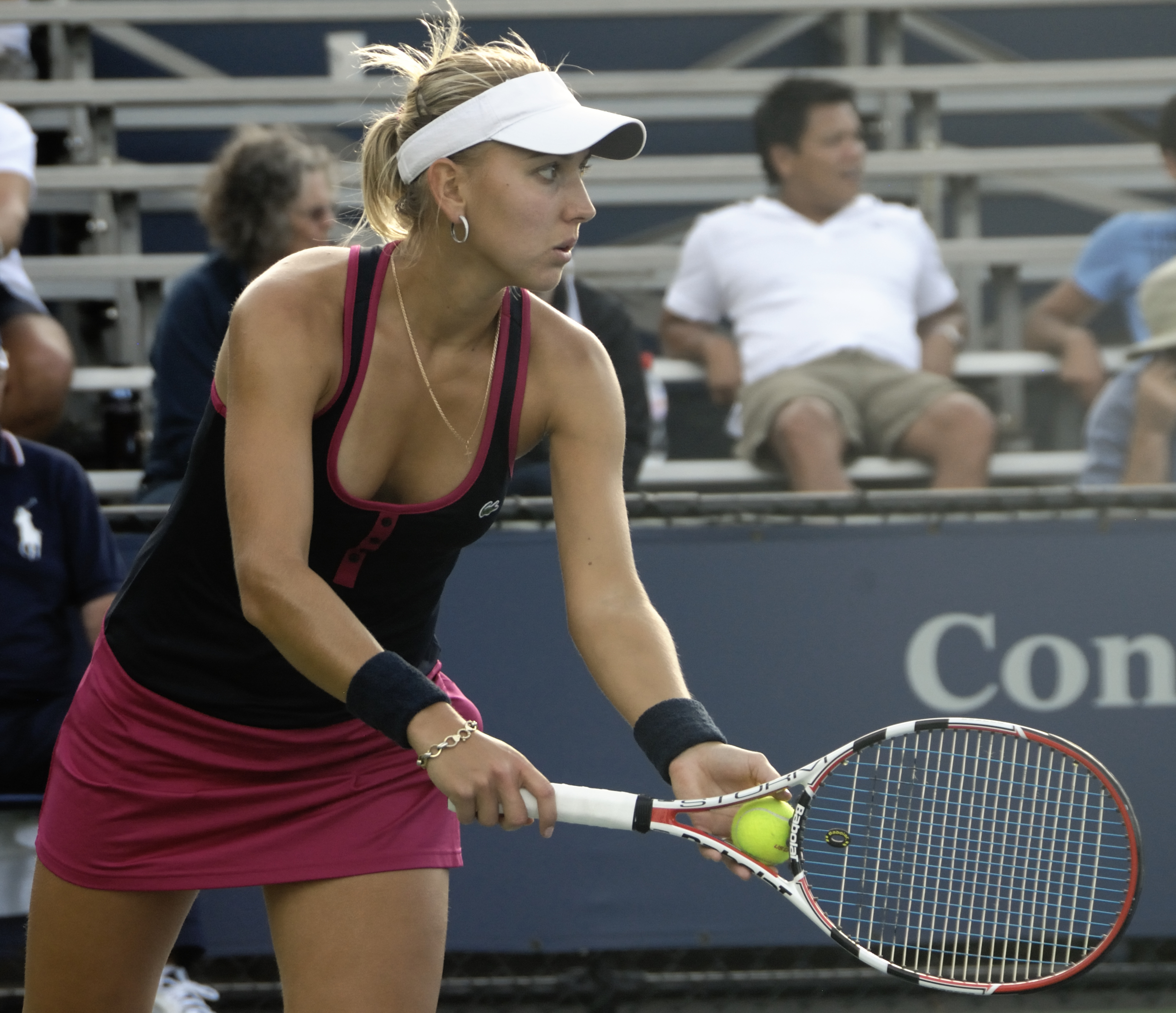
Олена на US Open-2009.

Знову непоганим був парний рік: серія стабільно якісних виступів дозволила, в якийсь момент, піднятися в Top30 парного рейтингу. Найвдалішою була співпраця з Оленою Ліховцевою, яка принесла їй три фінали змагань WTA. Через рік парні результати ще покращилися: за рахунок титулу в Індіан-Уелсі, фіналу в Амелія-Айленді і півфіналу в Чарльстоні Олена не тільки помітно покращує свої позиції в рейтингу, але й доводить національній федерації необхідність свого включення в заявку на Олімпійські ігри. У другій половині сезону-2008 здобуто ще кілька півфіналів і один фінал. До кінця року Весніна вперше входить у число двадцяти найсильніших парниць світу.
У міжсезоння росіянка починає працювати з новим трениром — в недавньому минулому з одним із найкращих тенісистів Росії Андрієм Чесноковим. Співпраця з самого початку виявляється досить продуктивною: на першому ж спільному турнірі — в Окленді — Олена проривається у фінал, обігравши Кароліну Возняцкі, але поступившись Олені Дементьєвій. Надалі Весніна здобуває ще кілька чверть- і півфіналів і до Roland Garros повертає собі місце серед п'ятдесяти найсильніших тенісисток світу.
Трав'яний сезон приносить повторення найкращого результату на турнірах Великого шолома — на кортах Вімблдону грає в четвертому колі.
У другій половині року росіянка закріплює завоювання першої половини року вийшовши у фінал в Нью-Хейвені і кілька разів діставшись до третіх кіл. За підсумками року вона 24-а ракетка світу.
У парних змаганнях Весніна закріплюється в статусі однієї з найсильніших тенісисток в цьому розряді. На фоні результатів року виділяється ґрунтова серія змагань, проведена з білорускою Вікторією Азаренко — зігравшись на двох турнірах прем'єр-серії дует з колишнього СРСР потім доходить до фіналу на Roland Garros, обігравши по дорозі дві пари китаянок, Олена і Вікторія не знаходять контраргументів у вирішальній зустрічі проти іспанок Вірхінії Руано Паскуаль і Анабель Медіни Гаррігес, взявши у них за матч лише два гейми.

### 2010
У 2010 році Чесноков поступово припиняє співпрацю з Оленою, що швидко позначається на одиночних результатах росіянки: так на Australian Open починається серія з шести турнірів Великого шолома, де Весніна поступається вже в першому колі. На змаганнях регулярного сезону все виглядає дещо краще, хоча і там росіянка періодично видає тривалі безвиграшні серії. Тим не менш, кілька добре проведених турнірів, що включили в себе один півфінал і два фінали змагань WTA, дозволили Олені завершити рік на 53-му рядку класифікації.

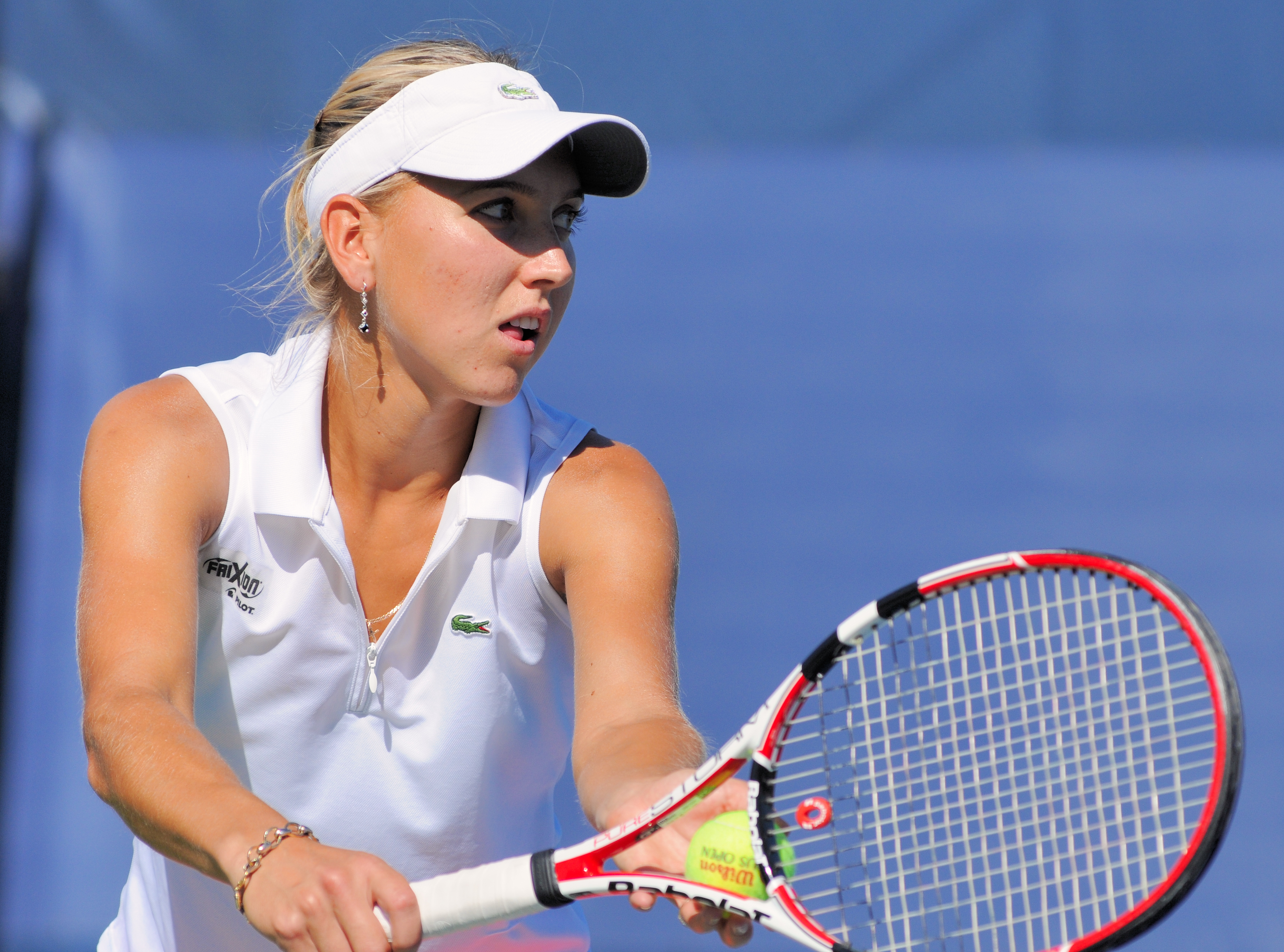
Олена на US Open-2010.

У парних змаганнях третій рік поспіль вдається утримувати місце в Top30 класифікації. Змінивши за рік кілька партнерок, Олена досягла найбільших успіхів у літній період (разом з Вірою Звонарьовою), коли зіграла у фіналі Вімблдону і відзначилася в чвертьфіналі турніру в Монреалі і Нью-Йорку.
У 2010 році Весніна вперше добивається якихось значущих результатів у міксті: в парі з ізраїльтянином Енді Рамом вона виходить у чвертьфінал в Австралії, де поступається майбутнім чемпіоном — дуету Леандер Паєс / Кара Блек.

### 2011
Результати в одиночному розряді знову стабілізуються на рівні гравця середини першої сотні одиночної класифікації. Найбільш значущий очковий вклад був зроблений росіянкою на двох турнірах прем'єр-категорії — в Чарльстоні і Москві, де Олена дійшла до фіналу і півфіналу, поступившись Кароліні Возняцкі і Домініці Цібулковій відповідно.
У парних турнірах для росіянки починається індійський період: постійною партнеркою в жіночих турнірах стає Саня Мірза, а в міксті компанію їй складає спочатку Магеш Бгупаті, а потім Леандер Паєс.
У жіночій парі Олена і Саня доводять свій потенціал на змаганні в Індіан-Веллсі, де обігравши більшість сильних пар дівчата завойовують свій перший спільний титул. Надалі інтернаціональна пара ще багато разів доходить до вирішальних стадій великих турнірів (в тому числі виходить у фінал на Roland Garros), проте через проблеми з коліном в Мірзи, які позначились ближче до осені та викликали операцію, дівчата не змогли поборотися за вихід до Підсумкового турніру. У відсутності Сані Олена зіграла кілька турнірів з іншими партнерками: найвдалішою стала співпраця з новозеландською хорваткою Мариною Еракович — дівчата перемогли на зальних змаганнях в Лінці.
У міксті найвдаліший період припав на другу половину сезону: на Вімблдоні, разом з Бхупаті, росіянка дістається фіналу, де поступається найкращим на турнірі — Юргену Мельцеру та Іветі Бенешовій; а кілька місяців потому, разом з Паєсом, виходить у півфінал на US Open, де знімається зі змагань через травму партнера.

### 2012
У міжсезоння Олена розпочинає співпрацю з Андрієм Ольховським. Одиночний сезон починається з чвертьфіналу на змаганнях в Окленді, після чого, на наступних чотирьох турнірах, виграє лише один сет.
У парному розряді все складається куди вдаліше: під час австралазійської серії Саня і Олена доходять до півфіналів у тому ж Окленді і на Australian Open (в Мельбурні вдалося обіграти першу пару світу Реймонд / Губер). Завдяки цим результатами Весніна вперше піднімається на восьмий рядок парного рейтингу. Сезон в міксті починається з фіналу на Australian Open, де Олена і Леандер на вирішальному тай-брейку поступаються парі Маттек-Сендс / Текау.
Під час зимово-весняного хардового сезону пара Мірза / Весніна двічі грає у фіналах змагань асоціації (в Дубаї та Індіан-Веллсі, обидва рази поступаючись парі Губер / Реймонд. Незабаром після початку ґрунтового сезону пара розпадається.
У квітні Олена вирішила припинити співпрацю з Андрієм Ольховським і тренуватися поодинці за допомогою батька. Рішення незабаром виправдовує себе — на початку травня Весніна доходить до першого за рік фіналу одиночного турніру WTA, але знову поступається. З початку ґрунтового сезону новий імпульс отримують виступи в парі — дует з Катериною Макаровою сходу доводить свою конкурентоспроможність, діставшись фіналів великих змагань в Мадриді та Римі. Обидва рази дівчата поступаються парі Сара Еррані / Роберта Вінчі. Напередодні Roland Garros Весніна вперше в кар'єрі піднімається на 7-й рядок парного рейтингу.

### 2013
У міжсезоння було відновлено співпрацю з Андрієм Чесноковим: локальні спільні тренування та співробітництво на ряді турнірів знову принесли користь — вже на першому турнірі (в Окленді) Олена дійшла до чвертьфіналу; а на другому (в Хобарті) завоювала перший в кар'єрі титул, перегравши у фіналі Мону Бартель. Слідом Весніна результативно відіграла і австралійський турнір Великого шолома, де обігравши двох сіяних суперниць, вийшла до четвертого кола, поступившись лише майбутній чемпіонці Вікторії Азаренко. Залишок хардового сезону і весняний ґрунтовий відрізок пройшов без особливих успіхів — лише двічі Весніній вдалося виграти на одному турнірі більше одного матчу, а чотири рази росіянка поступалася вже в першому колі.
Продовжилися вдалі виступи в парі: Олена і Катерина дійшли до півфіналу на Australian Open, потім виграли великий турнір в Індіан-Веллсі, допомогли збірній Росії пробитися у фінал Кубка Федерації (вигравши вирішальні матчі у японок і словачок), а на початку літа дівчата виграли Roland Garros (перегравши у фіналі давніх кривдниць — Сару Еррані та Роберту Вінчі).

### Кубок Федерації та національні турніри
Керівництво збірної періодично привертає Олену до складу національної команди з 2006 року. Найактивніший період не тільки викликів у тренувальний табір, але й ігор за команду припав на 2006-08 рік, коли Весніна вісім разів виходила на корт у формі національної команди.
Всього, на сьогоднішній день, на рахунку уродженки Львова десять матчів за збірну, вісім з яких припали на парні ігри. Двічі капітан збірної виставляв Олену на вирішальний парний матч: у 2007 році Весніна і Надія Петрова здолали у п'ятій зустрічі півфіналу турніру американок Вінус Вільямс і Лізу Реймонд; а в 2011 році Весніна і Марія Кириленко поступилися у вирішальному матчі фіналу турніру чешкам Кветі Пешке і Луції Градецькій. У проміжку між цими подіями за участі уродженки Львова було виграно два трофеї турніру (у 2007 та 2008 роках). У 2015 році вона вп'яте доклала зусиль до участі збірної у фіналі турніру, внісши свою долю у півфінальній перемозі над Німеччиною.
У 2008 році, в 22 роки, Олена отримала свій перший шанс зіграти на Олімпіаді. Разом з Вірою Звонарьовою вони дійшли до чвертьфіналу парного турніру, обігравши іспанок Нурію Льягостеру Вівес / Марію Хосе Мартінес Санчес, але поступившись майбутнім чемпіонкам — сестрам Вільямс. На наступних іграх результат був повторений, але вже у команді з Катериною Макаровою.

## Громадянська позиція
Попри те, що Весніна родом зі Львова, вона підтримала війну Росії проти України - ставила лайки і репостила публікації, що пропагували повномасштабне вторгнення Росії в Україну . [8]

## Рейтинг на кінець року
| Рік  | Одиночний рейтинг | Парний рейтинг |
| 2016 | 16                | 6              |
| 2015 | 111               | 8              |
| 2014 | 65                | 7              |
| 2013 | 25                | 5              |
| 2012 | 69                | 9              |
| 2011 | 57                | 10             |
| 2010 | 53                | 23             |
| 2009 | 24                | 22             |
| 2008 | 78                | 18             |
| 2007 | 55                | 45             |
| 2006 | 44                | 46             |
| 2005 | 111               | 126            |
| 2004 | 286               | 201            |
| 2003 | 278               | 454            |

## Виступи на турнірах

### Фінали турнірівWTAв одиночному розряді (10)

#### Перемоги (3)
| Легенда: До 2009 року            | Легенда: З 2009 року    |
| -------------------------------- | ----------------------- |
| Турніри Великого шолома (0+2+1)  |                         |
| Олімпіада (0+1)                  |                         |
| Підсумковий чемпіонат року (0+1) |                         |
| 1-а категорія (0+1)              | Premier Mandatory (1+3) |
| 2-а категорія (0)                | Premier 5 (0+2)         |
| 3-я категорія (0+2)              | Premier (1+3)           |
| 4-а категорія (0)                | International (1+1)     |
| 5-а категорія (0)                | International (1+1)     |

| Титули за покриттям | Титули за місцем проведення матчів турніру |
| ------------------- | ------------------------------------------ |
| Хард (2+14+1)       | Зал (0+5)                                  |
| Ґрунт (0+2)         | Зал (0+5)                                  |
| Трава (1)           | Відкрите повітря (3+11+1)                  |
| Килим (0)           | Відкрите повітря (3+11+1)                  |

| №  | Дата             | Турнір                   | Покриття | Суперник в фіналі  | Рахунок        |
| 1. | 12 січня, 2013.  | Хобарт, Австралія        | Хард     | Мона Бартель       | 6-3 6-4        |
| 2. | 22 червня, 2013. | Істбурн, Велика Британія | Трава    | Джеймі Хемптон     | 6-2 6-1        |
| 3. | 19 березня, 2017 | Індіан-Веллс, США        | Хард     | Світлана Кузнєцова | 6-7(6) 7-5 6-4 |

#### Поразки (7)
| №  | Дата              | Турнір                | Покриття | Суперник в фіналі      | Рахунок     |
| 1. | 10 січня, 2009.   | Окленд, Нова Зеландія | Хард     | Олена Дементьєва       | 4-6 1-6     |
| 2. | 29 серпня, 2009.  | Нью-Хейвен, США       | Хард     | Каролін Возняцкі       | 2-6 4-6     |
| 3. | 1 серпня, 2010.   | Стамбул, Туреччина    | Хард     | Анастасія Павлюченкова | 7-5 5-7 4-6 |
| 4. | 25 вересня, 2010. | Ташкент, Узбекистан   | Хард     | Алла Кудрявцева        | 4-6 4-6     |
| 5. | 10 квітня, 2011.  | Чарльстон, США        | Ґрунт    | Каролін Возняцкі       | 2-6 3-6     |
| 6. | 5 травня, 2012.   | Будапешт, Угорщина    | Ґрунт    | Сара Еррані            | 5-7 4-6     |
| 7. | 10 квітня, 2016   | Чарльстон, США (2)    | Ґрунт    | Слоун Стівенс          | 6-7(4) 2-6  |

### Фінали турнірівITFв одиночному розряді (6)

#### Перемоги (2)
| Легенда:         |
| ---------------- |
| 100.000 USD (0)  |
| 75.000 USD (0)   |
| 50.000 USD (0+1) |
| 25.000 USD (1+2) |
| 10.000 USD (1+3) |

| Титулы за покриттям | Титули за місцем проведення матчів турніру |
| ------------------- | ------------------------------------------ |
| Хард (0)            | Зал (0)                                    |
| Ґрунт (2+6)         | Зал (0)                                    |
| Трава (0)           | Відкрите повітря (2+6)                     |
| Килим (0)           | Відкрите повітря (2+6)                     |

| №  | Дата              | Турнір          | Покриття | Суперник у фіналі | Рахунок |
| 1. | 6 липня, 2003.    | Балашиха, Росія | Ґрунт    | Дар'я Чемарда     | 7-5 6-3 |
| 2. | 21 вересня, 2003. | Тбілісі, Грузія | Ґрунт    | Марія Коритцева   | 6-4 6-3 |

#### Поразки (4)
| №  | Дата             | Турнір             | Покриття | Суперник у фіналі | Рахунок     |
| 1. | 6 квітня, 2003.  | Стамбул, Туреччина | Хард     | Магда Міхалаке    | 6-4 2-6 2-6 |
| 2. | 24 серпня, 2003. | Бухарест, Румунія  | Ґрунт    | Антонела Война    | 4-6 6-7(7)  |
| 3. | 5 червня, 2005.  | Галатіна, Італія   | Ґрунт    | Марія Коритцева   | 3-6 2-6     |
| 4. | 28 жовтня, 2012. | Пуатьє, Франція    | Хард(i)  | Моніка Пуїг       | 5-7 6-1 5-7 |

### Фінали турнірів Великого Шолома в парному розряді (8)

#### Перемоги (2)
| №  | Рік  | Турнір                  | Покриття | Партнерка         | Суперниці в фіналі             | Рахунок     |
| 1. | 2013 | Roland Garros           | Ґрунт    | Катерина Макарова | Сара Еррані Роберта Вінчі      | 7-5 6-2     |
| 2. | 2014 | Відкритий чемпіонат США | Хард     | Катерина Макарова | Мартіна Хінгіс Флавія Пеннетта | 2-6 6-3 6-2 |

#### Поразки (6)
| №  | Рік  | Турнір                          | Покриття | Партнерка         | Суперниці в фіналі                              | Рахунок        |
| 1. | 2009 | Roland Garros                   | Ґрунт    | Вікторія Азаренко | Вірхінія Руано Паскуаль Анабель Медіна Гаррігес | 1-6 1-6        |
| 2. | 2010 | Вімблдон                        | Трава    | Віра Звонарьова   | Ярослава Шведова Ваня Кінг                      | 6-76 2-6       |
| 3. | 2011 | Roland Garros (2)               | Ґрунт    | Саня Мірза        | Андреа Главачкова Луціє Градецька               | 4-6 3-6        |
| 4. | 2014 | Відкритий чемпіонат Австралії   | Хард     | Катерина Макарова | Сара Еррані Роберта Вінчі                       | 4-6 6-3 5-7    |
| 5. | 2015 | Вімблдон (2)                    | Трава    | Катерина Макарова | Мартіна Хінгіс Саня Мірза                       | 7-5 6-7(4) 5-7 |
| 6. | 2016 | Відкритий чемпіонат Франції (3) | Ґрунт    | Катерина Макарова | Каролін Гарсія Крістіна Младенович              | 3-6 6-2 4-6    |

### Фінали Підсумкового чемпіонатуWTAв парному розряді (2)

#### Перемоги (1)
| №  | Рік  | Місце    | Покриття | Партнерка         | Суперниці в фіналі                 | рахунок    |
| 1. | 2016 | Сингапур | Хард(i)  | Катерина Макарова | Бетані Маттек-Сендс Луціє Шафарова | 7-6(5) 6-3 |

#### Поразки (1)
| №  | Рік  | Турнір             | Покриття | Партнерка         | Суперниці в фіналі | Рахунок |
| 1. | 2013 | Стамбул, Туреччина | Хард(i)  | Катерина Макарова | Сє Шувей Пен Шуай  | 4-6 5-7 |

### Фінали Олімпійських турнірів в жіночому парному розряді (1)

#### Перемоги (1)
| №  | Дата | Турнір                   | Покриття | Партнерка         | Суперниці в фіналі            | Рахунок |
| 1. | 2016 | Ріо-де-Жанейро, Бразилія | Хард     | Катерина Макарова | Тімеа Бачинскі Мартіна Хінгіс | 6-4 6-4 |

### Фінали турнірівWTAв парному розряді (39)

#### Перемоги (16)
| №   | Дата              | Турнір                  | Покриття | Партнерка           | Суперниці в фіналі                              | Рахунок           |
| 1.  | 6 листопада, 2005 | Квебек, Канада          | Хард(i)  | Анастасія Родіонова | Ліга Декмейере Эшлі Харклроуд                   | 6-7(4) 6-4 6-2    |
| 2.  | 13 січня, 2007    | Хобарт, Австралія       | Хард     | Олена Ліховцева     | Анабель Медіна Гаррігес Вірхінія Руано Паскуаль | 2-6 6-1 6-2       |
| 3.  | 23 квітня, 2008   | Індіан-Веллс, США       | Хард     | Дінара Сафіна       | Янь Цзи Чжен Цзє                                | 6-1 1-6 10-8      |
| 4.  | 19 березня, 2011  | Індіан-Веллс, США (2)   | Хард     | Саня Мірза          | Бетані Маттек-Сандс Меган ШонессІ               | 6-0 7-5           |
| 5.  | 10 квітня, 2011   | Чарльстон, США          | Ґрунт    | Саня Мірза          | Бетані Маттек-Сандс Меган Шонессі               | 6-4 6-4           |
| 6.  | 16 жовтня, 2011   | Лінц, Австрія           | Хард(i)  | Марина Еракович     | Юлія Ґерґес Анна-Лена Грьонефельд               | 7-5 6-1           |
| 7.  | 6 жовтня, 2012    | Пекін, Китай            | Хард     | Катерина Макарова   | Нурія Л'ягостера Вівес Саня Мірза               | 7-5 7-5           |
| 8.  | 21 жовтня, 2012   | Москва, Росія           | Хард(i)  | Катерина Макарова   | Надія Петрова Марія Кириленко                   | 6-3 1-6 [10-8]    |
| 9.  | 16 березня. 2013  | Індіан-Веллс, США       | Хард     | Катерина Макарова   | Надія Петрова Катарина Среботнік                | 6-0 5-7 [10-6]    |
| 10. | 9 червня, 2013    | Roland Garros           | Ґрунт    | Катерина Макарова   | Сара Еррані Роберта Вінчі                       | 7-5 6-2           |
| 11. | 6 вересня 2014    | Відкритий чемпіонат США | Хард     | Катерина Макарова   | Мартіна Хінгіс Флавія Пеннетта                  | 2-6 6-3 6-2       |
| 12. | 24 жовтня 2015    | Москва, Росія (2)       | Хард(i)  | Дарія Касаткіна     | Ірина-Камелія Бегу Моніка Нікулеску             | 6-3 6-7(7) [10-5] |
| 13. | 31 липня 2016     | Монреаль, Канада        | Хард     | Катерина Макарова   | Моніка Нікулеску Симона Халеп                   | 6-3 7-6(5)        |
| 14. | 14 серпня 2016    | Олімпіада               | Хард     | Катерина Макарова   | Тімеа Бачинскі Мартіна Хінгіс                   | 6-4 6-4           |
| 15. | 30 жовтня 2016    | Чемпіонат WTA           | Хард(i)  | Катерина Макарова   | Бетані Маттек-Сендс Луціє Шафарова              | 7-6(5) 6-3        |
| 16. | 25 лютого 2017    | Дубай, ОАЕ              | Хард     | Катерина Макарова   | Андреа Главачкова Пен Шуай                      | 6-2 4-6 [10-7]    |

#### Поразки (23)
| №   | Дата             | Турнір                          | Покриття | Партнерка           | Суперниці в фіналі                              | Рахунок           |
| 1.  | 19 лютого, 2006  | Бангалор, Індія                 | Хард     | Анастасія Родіонова | Лізель Губер Саня Мірза                         | 3-6 3-6           |
| 2.  | 24 вересня, 2006 | Пекін, Китай                    | Хард     | Анна Чакветадзе     | Вірхінія Руано Паскуаль Паола Суарес            | 2-6 4-6           |
| 3.  | 18 лютого, 2007  | Антверпен, Бельгія              | Килим(i) | Олена Ліховцева     | Кара Блек Лізель Губер                          | 5-7 6-4 1-6       |
| 4.  | 6 травня, 2007   | Варшава, Польща                 | Ґрунт    | Олена Ліховцева     | Віра Душевіна Тетяна Перебийніс                 | 5-7 6-3 2-10      |
| 5.  | 13 квітня, 2008  | Амелія-Айленд, США              | Ґрунт    | Вікторія Азаренко   | Бетані Маттек Владимира Угліржова               | 3-6 1-6           |
| 6.  | 20 липня, 2008   | Стенфорд, США                   | Хард     | Віра Звонарьова     | Кара Блек Лізель Губер                          | 4-6 3-6           |
| 7.  | 5 червня, 2009   | Roland Garros                   | Ґрунт    | Вікторія Азаренко   | Вірхінія Руано Паскуаль Анабель Медіна Гаррігес | 1-6 1-6           |
| 8.  | 3 липня, 2010    | Вімблдон                        | Трава    | Віра Звонарьова     | Ярослава Шведова Ваня Кінг                      | 6-76 2-6          |
| 9.  | 3 червня, 2011   | Roland Garros (2)               | Ґрунт    | Саня Мірза          | Андреа Главачкова Луціє Градецька               | 4-6 3-6           |
| 10. | 25 лютого, 2012  | Дубай, ОАЕ                      | Хард     | Саня Мірза          | Ліза Реймонд Лізель Губер                       | 2-6 1-6           |
| 11. | 17 березня, 2012 | Індіан-Веллс, США               | Хард     | Саня Мірза          | Ліза Реймонд Лізель Губер                       | 2-6 3-6           |
| 12. | 13 травня, 2012  | Мадрид, Іспанія                 | Ґрунт    | Катерина Макарова   | Сара Еррані Роберта Вінчі                       | 1-6 6-3 [4-10]    |
| 13. | 20 травня, 2012  | Рим, Італія                     | Ґрунт    | Катерина Макарова   | Сара Еррані Роберта Вінчі                       | 2-6 5-7           |
| 14. | 27 жовтня 2013   | Підсумковий чемпіонат WTA       | Хард(i)  | Катерина Макарова   | Сє Шувей Пен Шуай                               | 4-6 5-7           |
| 15. | 24 січня 2014    | Відкритий чемпіонат Австралії   | Хард     | Катерина Макарова   | Сара Еррані Роберта Вінчі                       | 4-6 6-3 5-7       |
| 16. | 30 березня 2014  | Маямі, США                      | Хард     | Катерина Макарова   | Мартіна Хінгіс Сабіне Лісіцкі                   | 6-4 4-6 [5-10]    |
| 17. | 21 березня 2015  | Індіан-Веллс, США (2)           | Хард     | Катерина Макарова   | Мартіна Хінгіс Саня Мірза                       | 3-6 4-6           |
| 18. | 5 квітня 2015    | Маямі, США (2)                  | Хард     | Катерина Макарова   | Мартіна Хінгіс Саня Мірза                       | 5-7 1-6           |
| 19. | 11 липня 2015    | Вімблдон (2)                    | Трава    | Катерина Макарова   | Мартіна Хінгіс Саня Мірза                       | 7-5 6-7(4) 5-7    |
| 20. | 15 травня 2016   | Рим, Італія (2)                 | Ґрунт    | Катерина Макарова   | Мартіна Хінгіс Саня Мірза                       | 1-6 7-6(5) [3-10] |
| 21. | 5 червня 2016    | Відкритий чемпіонат Франції (3) | Ґрунт    | Катерина Макарова   | Каролін Гарсія Крістіна Младенович              | 3-6 6-2 4-6       |
| 22. | 7 січня 2017     | Брисбен, Австралія              | Хард     | Катерина Макарова   | Саня Мірза Бетані Маттек-Сендс                  | 2-6 3-6           |
| 23. | 21 травня 2017   | Рим, Італія (3)                 | Ґрунт    | Катерина Макарова   | Мартіна Хінгіс Чжань Юнжань                     | 5-7 6-7(4)        |

### Фінали турнірівITFв парному розряді (6)

#### Перемоги (6)
| №  | Дата             | Турнір            | Покриття | Партнерка         | Суперниці в фіналі                        | Рахунок |
| 1. | 6 липня, 2003    | Балашиха, Росія   | Ґрунт    | Дар'я Чемарда     | Ірина Коткіна Ірина Курянович             | 7-5 6-4 |
| 2. | 17 серпня, 2003  | Бухарест, Румунія | Ґрунт    | Ганна Бастрикова  | Габріела Нікулеску Моніка Нікулеску       | 6-4 6-4 |
| 3. | 24 серпня, 2003  | Бухарест, Румунія | Ґрунт    | Ганна Бастрикова  | Ніколь Слерічо Ірина Смирнова             | 6-1 6-1 |
| 4. | 13 червня, 2004  | Марсель, Франція  | Ґрунт    | Шахар Пеєр        | Кільдін Шевальє Кончіта Мартінес Гранадос | 6-1 6-1 |
| 5. | 5 сентября, 2004 | Балашиха, Росія   | Ґрунт    | Марія Головизніна | Олена Антипіна Алла Кудрявцева            | 7-5 6-4 |
| 6. | 19 вересня, 2004 | Тбілісі, Грузія   | Ґрунт    | Дар'я Кустова     | Марія Кондратьєва Катерина Кожохіна       | 6-2 6-4 |

### Фінали турнірів Великого Шолома у змішаному парному розряді (4)

#### Перемоги (1)
| №  | Рік  | Турнір                        | Покриття | Партнер      | Суперники в фіналі        | Рахунок        |
| 1. | 2016 | Відкритий чемпіонат Австралії | Хард     | Бруно Соарес | Горія Текеу Коко Вандевей | 6-4 4-6 [10-5] |

#### Поразки (3)
| №  | Рік  | Турнір          | Покриття | Партнер       | Суперники в фіналі              | Рахунок        |
| 1. | 2011 | Вімблдон        | Трава    | Магеш Бгупаті | Юрген Мельцер Івета Бенешова    | 3-6 2-6        |
| 2. | 2012 | Australian Open | Хард     | Леандер Паєс  | Горія Текеу Бетані Маттек-Сендс | 3-6 7-5 [3-10] |
| 3. | 2012 | Вімблдон (2)    | Трава    | Леандер Паєс  | Ліза Реймонд Майк Браян         | 3-6 7-5 4-6    |

### Фінали командних турнірів (5)

#### Перемоги (2)
| №  | Рік  | Турнір          | Команда                                             | Суперник в фіналі                | Рахунок |
| 1. | 2007 | Кубок Федерації | Росія А.Чакветадзе,С.Кузнецова,О.Весніна            | Італія Скьявоне,Сантанжело       | 4-0     |
| 2. | 2008 | Кубок Федерації | Росія В.Звонарьова,С.Кузнецова,К.Макарова,О.Весніна | Іспанія Медіна,Суарес,Л'ягостера | 4-0     |

#### Поразки (3)
| №  | Рік  | Турнір              | Команда                                                   | Суперник у фіналі                                 | Рахунок у фіналі |
| -- | ---- | ------------------- | --------------------------------------------------------- | ------------------------------------------------- | ---------------- |
| 1. | 2011 | Кубок Федерації     | Росія М.Кириленко, С.Кузнецова, А.Павлюченкова, О.Весніна | Чехія П.Квітова, Л.Шафарова, Л.Градецька, К.Пешке | 2-3              |
| 2. | 2013 | Кубок Федерації (2) | Росія Не грала у фіналі.                                  | Італія С.Еррані, Р.Вінчі, Ф.Пеннетта, К.Кнапп     | 0-4              |
| 3. | 2015 | Кубок Федерації (3) | Росія А.Павлюченкова,М.Шарапова,О.Весніна                 | Чехія П.Квітова,К.Плішкова,Б.Стрицова             | 2-3              |

## Історія виступів
| Турнір               | 2002 | 2003 | 2004 | 2005 | 2006 | 2007 | 2008 | 2009 | 2010 | 2011 | 2012 | В–П |
| -------------------- | ---- | ---- | ---- | ---- | ---- | ---- | ---- | ---- | ---- | ---- | ---- | --- |
| Австралія            | A    | A    | A    | A    | 4к   | 2к   | 3к   | 1к   | 1к   | 1к   | 1к   | 6–5 |
| Франція              | A    | A    | A    | A    | 1к   | 1к   | 1к   | 2к   | 1к   | 1к   | 1к   | 1–6 |
| Вімблдон             | A    | A    | A    | A    | 2к   | 3к   | 2к   | 4к   | 1к   | 2к   |      | 9–1 |
| США                  | A    | A    | A    | LQ   | 1к   | 1к   | 2к   | 3к   | 1к   | 1к   |      | 3–6 |
| Місце на кінець року | N/A  | 278  | 286  | 111  | 44   | 55   | 78   | 23   | 52   | 57   |      |     |